# 岡本信彥
岡本信彦（日语：／ Okamoto Nobuhiko，1986年10月24日—）是日本男性聲優，東京都出身，Raccoon Dog所屬，2009年大學畢業。2011年加入Lantis的Kiramune（音樂事務所）。2012年5月23日出了自己的第一張專輯《Palette》。

## 人物
由於喜愛《勇者鬥惡龍 達伊的大冒險》和《灌篮高手》等動畫，加上母親志願演出過朗讀劇而對聲優產生興趣，並且以此作爲志向。在考大學試的時候進入Pro-Fit聲優養成所，成爲第三期學生。在7-eleven和郵局等打工來支付學費。
家庭教育嚴格，小時候曾經沉迷玩遊戲機，導致父母下了禁止令，限制他每星期只能玩一小時遊戲機。而父母跟他說：「要是喜歡玩遊戲，就玩這個吧。」然後給了他一副將棋。
擁有將棋業餘三段資格。曾經希望成爲專業將棋士不果。在ニコニコ超会議電王戰跟職業棋士橋本崇載對局，在對方讓賽（讓飛車和下棋時間讓步）的情況獲勝。第二次電王戰作爲「天之聲」出場。
中學時期做過學校的羽毛球學會會長，到現在羽毛球也是比較擅長的運動。
以前不太喜歡自己的粗眉，但是漸漸接受了。
跟木村良平關係很好，兩人曾經在海邊大喊對方的花名。岡本簽名上的眉毛也是木村提議加上去的；跟細谷佳正是會一起出去喝酒的好朋友；也會跟江口拓也玩電子遊戲。
不論對方是長輩還是晚輩，對其他人說話都會用敬語（可是對小野友樹卻是口語，而且直呼其名不加敬稱。本人說：「完全不能想象要對小野友樹用敬語！」）。
除了將棋，也有涉獵其他桌上遊戲，跟朋友玩過桌上角色扮演遊戲「ダブルクロス」。透過發行本遊戲的富士見書房告訴遊戲設計師矢野俊策自己玩過這遊戲，令矢野其後邀請了岡本參加「ダブルクロス・リプレイ・デイズ」。也有跟其他配音員玩人狼遊戲，因爲能夠看到各人的本性，而且令平常都帶著口罩的配音員脫下口罩感覺很好。
2020年3月，岡本被雜誌《週刊文春》爆出曾在1月26日晚帶一名女性前往歌舞伎町的時鐘酒店，以及在兩年前與同為聲優的大龜明日香結婚的消息。

## 經歷
- 聲優出道作為BLCD，電視動畫作品則是歡迎加入NHK的男子學生A。
- 從sola的森宮依人一角起，演出的主要角色日漸增加，2008年PERSONA -trinity soul-的神郷慎、2009年明日的与一的烏丸与一、鋼殼都市雷吉歐斯的雷馮·阿爾塞夫。
- 聲域比較廣，能夠演出不同類型的角色，包括好青年類（明日的與一的烏丸與一、屍鬼的武藤徹）、帥哥類（會長是女僕大人的碓冰拓海、一起一起這裡那裏的音無伊御）、冷酷類（CODE:BREAKER的大神零、Sacred Seven的輝島奈德）、瘋狂類（魔法禁書目錄系列的一方通行、Guilty Crown的城戶研二）、可愛類（世界一初戀的木佐翔太、元氣少女緣結神的瑞希）、人妖類（Brothers Conflict的朝日奈光）、非人類（八犬传－东方八犬异闻－的村雨）。
- 所配的不少角色都要喊得聲音沙啞（例如村雨、一方通行、DEVIL SURVIVOR2 the ANIMATION的志島大地、我的英雄學院的爆豪勝己）。演出村雨時被其他配音員關心喉嚨的狀況。
- 主要演出少年角色為主，較多參與J.C.STAFF制作的電視動畫。
- 2009年，獲得第3回聲優獎的新人男優賞。同年從大學畢業。
- 2011年，獲得第五回聲優獎的助演男優賞。
- 2012年5月23日，在Kiramune旗下推出第一張專輯「Palette」，作爲歌手出道；他在Kiramune中的應援色是白色。
- 在魔法禁書目錄、爆漫王、無賴勇者的鬼畜美學、戰鬥陀螺 鋼鐵奇兵中，常與阿部敦、日野聰合作。
- 2013年2月16日與浪川大輔來台舉辦簽名會，並於當晚與浪川大輔、福原香織、藤東知夏參與AniVoice Party，這也是岡本生涯第一次到臺灣。
- 2022年4月1日，移籍至Raccoon Dog，並與原Pro-Fit的經紀人共同擔任事務所董事長。

## 逸事
非常喜歡玩電子遊戲，在家裏會同時開著掌上遊戲機、電視和電腦（電腦是用來找攻略）。
寵物小精靈系列的忠實粉絲，努力到被稱為「寵物小精靈廢人」。2013年在『電撃Nintendo 12月號』得以與本系列製作人増田順一對談。
極度喜愛甜食，例如馬卡龍和巧克力，尤其是雷神巧克力，導致他被其他人戲稱為「糖尿聲優」。經常整箱雷神巧克力買回家作儲糧，以前會一天之内吃十排，現在受到事務所禁令所限，一天只能吃一排。
曾經在舞台上表示曾和小野友樹兩個人在公園中一起吃蛋糕。
在Radio 4 Gamer裏面將甜酒拌白飯吃下，而喝了一口節目助手マフィア梶田極辣的湯之後，要喝回自己的甜酒來中和。另外他也多數覺得由聽衆寄來、為懲罰遊戲而作的創作菜食譜很好吃，被節目助手梶田說他味覺古怪。（順帶一堤，梶田自身非常嗜辣，能面不改容吃下毫無節制地加了辣椒醬的食物。）

## 出演作品
- 粗體字為主要角色

### 電視動畫
2006年
- 歡迎加入NHK（男子學生A、同僚）
- 銀河鐵道物語 〜永遠的分岐點〜（整備隊員）
- Ghost Hunt（約翰·布朗）
- 我的裘可妹妹（男3）

2007年
- 王牌投手 振臂高揮（無名（它校棒球隊員、記者）#11、無名（西浦高校應援者）#14、無名（桐青高校應援者）#15、桐青棒球部員（觀眾席）#18）
- 風之聖痕（アーチャー）
- 星界死者之書（加藤）
- CLANNAD（男子學生）
- 青空下的約定（辻崎博志）
- 天翔少女（黑澤洸晴）
- sola（森宮依人）
- 奔向地球（セルジュ・スタージョン）
- 交響情人夢（金井）
- 爆丸
- 蛋黃醬蘿莉（夏哉純）
- Myself ; Yourself（陽太（十年後））

2008年
- 狂乱家族日記（タカシ）
- 君吻（狼男）
- 紅（九鳳院龍士）
- 守護甜心!（武藏）
- 守護甜心!!心跳（武藏）
- 鶺鴒女神（鷸遙）
- 逮捕令（須藤）
- 魔法禁書目錄（一方通行）
- TIGER×DRAGON！（富家幸太、男子學生C、男子A、田徑社員A、通行人B）
- 隱王（目黑俄雨）
- 女神異聞錄 ～三位一體之魂～（神鄉慎）
- 天之霸王 北斗之拳外傳（幼年托席）

2009年
- 空罐少女!（甘字五郎）
- 明日的与一（烏丸与一）
- Guin Saga（日语：グイン・サーガ）
- 鋼殼都市雷吉歐斯（雷馮·阿爾塞夫）
- 秀逗魔導士EVOLUTION-R（阿貝爾·蘭滋德）
- 初恋限定。（寺井春人）
- 聖劍鍛造師（路克·艾茵史沃斯）
- 夢色蛋糕師（樫野真）
- 戰鬥陀螺 鋼鐵奇兵（早乙女輝）

2010年
- 迷途貓 OVERRUN!（都築巧）
- 無頭騎士異聞錄 DuRaRaRa!!（瀧口亮）
- 神隱之狼（摘花一誠）
- 學生會長是女僕（碓冰拓海）
- 無法掙脫的背叛（遠間克己）
- BLEACH（鳴之助）
- 戰鬥陀螺 鋼鐵奇兵 爆（早乙女輝）
- 屍鬼（武藤徹）
- 傳說的勇者的傳說（里萊·林科爾）
- 學園默示錄（卓造）
- 爆漫王（新妻英二）
- 祝福的鐘聲（雷斯塔·孟克拉夫特）
- 魔法禁書目錄II（一方通行）
- 少女妖怪 石榴（豆藏）
- 妖怪少爺（滑頭鬼之孫）（犬神）

2011年
- 食夢者瑪莉（藤原夢路）
- FreeZing（亚瑟·克里普顿）
- 青之驅魔師（奧村燐）
- 笨蛋，測驗，召喚獸（平賀源二）
- 世界第一初戀（木佐翔太）
- 世界第一初戀2（木佐翔太）
- 星光少女（渡）
- 神樣DOLLS（枸雅匡平）
- TIGER & BUNNY（摺紙旋風／伊凡·卡雷尼）
- Sacred Seven（輝島奈特）
- 瑪利亞狂熱 Alive（汐王寺龍膽）
- 惡魔奶爸（三木久也）
- 最後流亡-銀翼的飛夢-（約翰）
- 便·當（山原知昭）
- 罪惡王冠（城戶研二）
- 天魔黑兔（賽爾裘·恩特略）
- 少年同盟（松岡冬樹）
- 爆漫王。2（新妻英二）

2012年
- 男子高中生的日常（光雄）
- 一起一起這裡那裡（音無伊御）
- 坂道上的阿波羅（松岡星兒）
- 無賴勇者的鬼畜美學（凰澤曉月）
- 戰鬥陀螺 鋼鐵奇兵 ZERO G（黑銀零）
- CØDE:BREAKER（大神零）
- 元氣少女緣結神（瑞希）
- 爆漫王。3（新妻英二）
- 星光少女 Dear My Future（渡）

2013年
- 八犬傳－東方八犬異聞－（村雨）
- 八犬傳－東方八犬異聞－第二季（村雨）
- Q弟偵探因幡（劍持和臣）
- 革神語（日之原革）
- Karneval 狂歡節（糺）
- 閃電十一人GO 時空之石（薩魯（SARU））
- 惡魔倖存者2（DEVIL SURVIVOR 2 the ANIMATION）（志島大地）
- 科學超電磁砲S（一方通行）
- 戀曲寫真（東孝）
- 兄弟鬥爭（朝日奈光）
- 機巧少女不會受傷（洛基）
- 夜櫻四重奏 -花之歌-（六角）
- 記錄的地平線（卡拉辛）
- 我要成為世界最強偶像（會長）
- 鑽石王牌（小湊亮介）

2014年
- HAMATORA ─超能偵探社─（瀨尾）
- 魔法戰爭（七瀨月光）
- KILL la KILL（凪田信二郎）
- 地球隊長（伴光一）
- 排球少年！！（西谷夕）
- 月刊少女野崎君（御子柴實琴）
- 黑執事 Book of Circus（DAGGER）
- 記錄的地平線 第二期（卡拉辛）
- 日常生活中的異能戰鬥（安藤壽來）
- 晨曦公主（弦亞〈青龍〉、韓迪）
- 境界觸發者 (嵐山准)

2015年
- 元氣少女緣結神◎（瑞希）
- 蒼穹之戰神 EXODUS（喬納森·光弘·巴特蘭德）
- 暗殺教室（赤羽業）
- 鑽石王牌 第2期（小湊亮介）
- 在地下城尋求邂逅是否搞錯了什麼（伯特·羅卡）
- 食戟之靈（黑木場遼）
- 電波教師（柿谷）
- 終結的熾天使（早乙女與一）
- 赤髮白雪姬（歐比）
- 排球少年！！第二季（西谷夕）
- 高校星歌劇（辰己琉唯[2]）
- 終結的熾天使 名古屋決戰篇（早乙女與一）

2016年
- 疾走王子Alternative（藤原尊）
- 春太與千夏～春太與千夏共度青春～（檜山界雄）
- 暗殺教室 第2期（赤羽業）
- 赤髮白雪姬 第2期（歐比）
- 蠟筆小新（16歲的柿郡毛弦）
- 我的英雄學院（爆豪勝己）
- 小桃小栗 Love Love物語（桃月心也）
- 食戟之靈 貳之皿（黑木場遼）
- 初戀怪獸（篠原耕太）
- 男子啦啦隊！！（橋本一馬）
- Scared Rider Xechs（RICKENBACKER）
- 發條精靈戰記 天鏡的極北之星（伊庫塔·索羅克）
- ALL OUT!!（御幸篤）
- 排球少年！！烏野高中VS白鳥澤學園高中（西谷夕）
- 3月的獅子（二海堂晴信）

2017年
- 精靈寶可夢 太陽&月亮（格拉吉歐）
- 青之驅魔師 京都不淨王篇（奧村燐）
- 鬼平（木村忠吾）
- 龍的牙醫（貝爾納·奧克塔維亞斯）
- 我的英雄學院 第2期（爆豪勝己）
- 高校星歌劇 第2期（辰己琉唯）
- Re:CREATORS（白亞翔）
- 在地下城尋求邂逅是否搞錯了什麼 外傳 劍姬神聖譚（伯特·羅卡）
- 活擊 刀劍亂舞（膝丸）
- 梵諦岡奇蹟調查官（平賀·約瑟夫·庚）
- 將國戡亂記（武器商伊斯瑪儀）
- 舞動青春（兵藤清春）
- 咕嚕咕嚕魔法陣（雷德）
- 戰刻夜血（伊達成實）
- 十二大戰（憂城）
- 食戟之靈 餐之皿（黑木場遼）
- DYNAMIC CHORD（珠洲乃千哉）
- 我家有個魚乾妹R（海老名公一郎）
- 3月的獅子 第2期（二海堂晴信）

2018年
- 續 刀劍亂舞－花丸－（膝丸）
- 龍王的工作！（神鍋步夢）
- 擅長捉弄人的高木同學（高尾）
- 霸穹 封神演義（王天君）
- 冷然之天秤（鴻上滉[3]）
- 魔法少女網站（朝霧要）
- 我的英雄學院 第3期（爆豪勝己）
- 卡利古拉（旁白）
- 阿宅的戀愛太難（三井健介）
- 輕羽飛揚（立花健太郎[4]）
- 殺戮的天使（艾札克·佛斯特/札克）
- 工作細胞（樹突細胞）
- 暮光幻影（盧克·鮑恩）
- 學園BASARA（柴田勝家[5]）
- 魔法禁書目錄III（一方通行）
- JoJo的奇妙冒險 黃金之風（加丘）
- 梅露可物語 -無精打采的少年與瓶中少女-（費艾魯）

2019年
- 明治東京戀伽（泉鏡花[6]）
- 閃電十一人 獵戶座的刻印（弗洛伊・基里加南）
- 鑽石王牌 actII（小湊亮介）
- 鬼滅之刃（不死川玄彌[7]）
- 叛逆性百萬亞瑟王 第2期（富豪亞瑟）
- RobiHachi（霍西洛）
- 高校星歌劇 第3期（辰己琉唯）
- 為了女兒，我說不定連魔王都能幹掉。（迪爾·雷齊）
- 擅長捉弄人的高木同學2（高尾）
- 科學一方通行（一方通行[8]）
- 在地下城尋求邂逅是否搞錯了什麼II（伯特·羅卡）
- BEASTARS（凱、美洲豹）
- 食戟之靈 神之皿（黑木場遼）
- 我的英雄學院 第4期（爆豪勝己）
- 夢幻之星Online2 EPISODE ORACLE（提歐德爾）
- 真・中華一番！（唐三傑）

2020年
- 魔術士歐菲 流浪之旅（塞因、蒙面男）
- 科學超電磁砲T（一方通行）
- 排球少年！！ TO THE TOP（西谷夕）
- 神之塔 -Tower of God-（昆·阿圭羅·阿尼亞斯）
- 食戟之靈 豪之皿（黑木場遼）
- 噴嚏大魔王2020（萬福坂滿）
- 文豪與鍊金術師 〜審判的齒輪〜（谷崎潤一郎）
- Re:從零開始的異世界生活 2nd season（加菲爾·汀澤爾）
- 刀劍神域 Alicization War of Underworld -THE LAST SEASON-（瓦沙克〈15歲〉）
- 籃球少年王（玉山鐵男）
- 寶可夢 旅途（格拉吉歐）
- 在地下城尋求邂逅是否搞錯了什麼III（伯特·羅卡）

2021年
- BEASTARS 第2期（凱）
- 弱角友崎同學（中村修二）
- 境界觸發者 2nd season（嵐山准）
- 真·中華一番！ 第2期（唐三傑）
- WAVE!!～來衝浪吧!!～（FUKE倫道）
- 記錄的地平線 圓桌崩壞（卡拉辛）
- 堀與宮村（仙石翔）
- 怪病醫拉姆尼（丹己）
- 工作細胞!!（樹突細胞）
- 黑色五葉草（利貝）
- 我的英雄學院 第5期（爆豪勝己）
- 灼熱卡巴迪（王城正人）
- 真白之音（矢口海人）
- 叫我對大哥（茶茶）
- 我立於百萬生命之上（萊斯）
- EDENS ZERO 伊甸星原（諾亞）
- 勇者鬥惡龍 達伊的大冒險（諾瓦）
- 境界觸發者 3rd season（嵐山准）

2022年
- 擅長捉弄人的高木同學3（高尾）
- 失格紋的最強賢者（德比爾斯）
- 平家物語（平資盛）
- 白領羽球部（二之坂環希、猿橋佑慧[9]）
- 闇影詩章F（波瀬浦ハルマ）
- 式守同學不只可愛而已（犬束秀[10]）
- 名偵探柯南（原隆司）
- 社畜想被幼女幽靈療癒。（本週的「好可愛。」擔當）
- 東京喵喵NEW（奇修[11]）
- 繼母的拖油瓶是我的前女友（川波小暮[12]）
- 金裝的維爾梅～瀕臨留級的學生與最強災害掉入魔法世界～（アイオライト）
- 異世界歸來的舅舅（萊卡[13]）
- 我的英雄學院 第6期（爆豪勝己）
- 點滿農民相關技能後，不知為何就變強了。（羅密歐〈賽西爾〉）
- 後宮之烏（淡海[14]）
- 名偵探柯南 警察學校篇 Wild Police Story（少年諸伏高明）
- 我想成為影之強者！（雷克斯）
- POP TEAM EPIC 第2期（POP子〈第10話B段〉）

2023年
- REVENGER（宍戶齋門[15]）
- 間諜教室（屍）
- 我內心的糟糕念頭（足立翔[16]）
- Opus.COLORs 色彩高校星（由羅大樹[17]）
- 鬼滅之刃 刀匠村篇（不死川玄彌[18]）
- 屍體如山的死亡遊戲（荒瀨耿三郎[19]）
- 在異世界獲得超強能力的我，在現實世界照樣無敵～等級提升改變人生命運～（五十嵐亮[20]）
- EDENS ZERO 伊甸星原 第2期（諾亞）
- 魔法少女毀滅者（亞當[21]）
- 她去公爵家的理由（維德·戴比斯）
- 決鬥大師 WIN 決鬥學園篇（團長）
- 堀與宮村 -piece-（仙石翔[22]）
- Sugar Apple Fairy Tale（歐蘭德·藍斯頓[23]）
- 獻祭公主與獸王（奧賽洛）
- 其實，我是最強的？（修奈達爾·哈芬[24]）
- 成為悲劇元凶的最強異端，最後頭目女王為了人民犧牲奉獻（亞當）
- 殭屍100～在成為殭屍前要做的100件事～（日暮莞太）
- 葬送的芙莉蓮（欣梅爾[25]）
- 小不點（何謂哥[26]）
- 東京復仇者 天竺篇（三途春千夜[27]）
- 不死不運（托普[28]））
- 位於戀愛光譜極端的我們（黒瀨真生）
- 家裡蹲吸血姬的鬱悶（萊茵茲沃斯[29]）

2024年
- 弱角友崎同學 2nd STAGE（中村修二[30]）
- 青之驅魔師 島根啟明結社篇（奧村燐[31]）
- 我內心的糟糕念頭 第2期（足立翔[32]）
- 輪迴第7次的惡役令孃，在前敵國享受自由自在的新娘生活（迪特里克[33]）
- 異修羅（鋦釘西多勿[34]）
- 最強肉盾的迷宮攻略～擁有稀少技能體力9999的肉盾，被勇者隊伍辭退了～（瑪里烏斯[35]）
- 月刊妄想科学（龍馬[36]）
- 格鬥實況（金子亨[37]）
- ONE PIECE（S-熊、大熊〈幼年〉）
- 我的英雄學院 第7期（爆豪勝己[38]）
- WIND BREAKER—防風少年—（梶蓮）
- 模擬後宮體驗（北浜瑛二[39]）
- 這個世界漏洞百出（鈴木[40]）
- 異世界失格（鈴木[41]）
- 神之塔 第2期（昆·阿圭羅·阿尼亞斯[42]）
- FAIRY TAIL魔導少年 百年任務（伊格尼亞[43]）
- 魔王軍最強的魔術師是人類（貝歐）
- Animation x Paralympic：誰是你的英雄？（武本毅士[44]）
- 深夜Punch（異議人[45]）
- 杖與劍的魔劍譚（馬爾塞）
- Re:從零開始的異世界生活 3rd season（加菲爾·汀澤爾[46]）
- 成為名留歷史的壞女人吧（肯伍德·柯堤斯[47]）
- 青之驅魔師 雪之盡頭篇（奧村燐[48]）
- 神劍闖江湖－明治劍客浪漫譚－ 京都動亂（澤下条張[49]）

2025年
- 遲早是最強的鍊金術師？（アキラ）
- 魔法使的約定（西諾[50]）
- 青之驅魔師 終夜篇（奧村燐[51]）
- SAKAMOTO DAYS 坂本日常（勢羽夏生[52]）
- WIND BREAKER—防風少年—（第2期）（梶蓮[53]）
- Everyday Host（賢一[54]）
- 記憶縫線YOUR FORMA（佛金[55]）
- 使人誤解的工房主～關於原英雄隊伍的雜役人員，實際上除了戰鬥能力外全是SSS的故事～（戈爾諾瓦[56]）
- 為你著迷（二階堂明[57]）

2026年
- 葬送的芙莉蓮（第2期）（欣梅爾[58]）
- DEAD ACCOUNT 死亡帳號（緣城蒼吏[59]）
- 東京復仇者 三天戰爭篇（三途春千夜[60]）

時期未定
- 異世界四重奏3（加菲爾[61]）

### OVA
2009年
- 空罐少女！（甘字五郎）

2010年
- 飛輪少年 黑之羽與沉睡森林 -Break on the sky-（南樹）
- 夢色蛋糕師 心動♥熱帶島嶼！（樫野真）
- 眼鏡女友（神谷純一）

2013年
- 暗殺教室（赤羽業）

2014年
- 眷戀你的溫柔（和泉小太郎）

2015年
- 排球少年！！列夫登場！（西谷夕）
- 晨曦公主（弦亞〈青龍〉）

2016年
- 赤髮白雪姬（歐比）
- 食戟之靈「巧的下町合戰」（黑木場遼）
- 終結的熾天使「吸血鬼沙哈爾」（早乙女與一）
- 排球少年！！「VS不及格」（西谷夕）
- 食戟之靈「暑假的繪里奈」（黑木場遼）
- 高校星歌劇 第1期 OVA1（辰己琉唯）[62]
- 高校星歌劇 第1期 OVA2（辰己琉唯）[62]

2017年
- 鬼平～那個男人，長谷川平藏～（木村忠吾）
- 食戟之靈 貳之皿「秋月的邂逅」（黑木場遼）
- 食戟之靈 貳之皿「遠月十傑」（黑木場遼）
- 排球少年！！「特集！赌在春高排球上的青春」（西谷夕）

2018年
- 擅長捉弄人的高木同學（高尾）※漫畫第9卷附OVA特別版
- 高校星歌劇 in 萬聖節 OVA3（辰己琉唯）[63]

### 劇場版動畫
2010年
- 劇場版戰鬥陀螺 鋼鐵奇兵VS太陽 灼熱的侵略者（早乙女輝）

2012年
- 青之驅魔師 ―劇場版―（奥村燐）
- Sacred Seven 銀翼之月（輝島奈特）
- 劇場版 TIGER & BUNNY -The Beginning-（摺紙旋風／伊凡·卡雷尼）

2013年
- 劇場版 魔法禁書目錄 -安迪米昂的奇蹟-（一方通行）
- 顛倒的帕特瑪（英治）

2014年
- 劇場版 世界一初戀 ～橫澤隆史的場合～（木佐翔太）
- 聖鬥士星矢 LEGEND of SANCTUARY（瞬）

2015年
- 劇場版 明治東京戀伽 ～弦月的小夜曲～（泉鏡花）

2016年
- 劇場版 明治東京戀伽 ～花鏡的幻想曲～（泉鏡花）
- 劇場版 暗殺教室 365日倒數計時（赤羽業）

2018年
- 我的英雄學院劇場版：兩個人的英雄（爆豪勝己）

2019年
- 劇場版 在地下城尋求邂逅是否搞錯了什麼 -獵戶座之箭-（伯特·羅卡）
- 我的英雄學院劇場版：英雄新世紀（爆豪勝己）

2020年
- 世界一初戀 ～求婚編～（木佐翔太）

2021年
- 我的英雄學院劇場版：世界英雄任務（爆豪勝己）
- 宇宙戰艦大和號2205 新的旅程（德川太助）

2022年
- 劇場版 擅長捉弄人的高木同學（高尾）
- 我們的黎明（田所銀之介[64]）

2023年
- 留級魔女 風嘉與黑之魔女（凱）

2024年
- 劇場版 排球少年！！ 垃圾場的決戰（西谷夕[65]）
- 永遠的大和號 REBEL3199 第一章 黑之侵略（德川太助[66]）
- 劇場版草莓王子 起始的物語～Strawberry School Festival!!!～[67]
- 我的英雄學院劇場版：YOU'RE NEXT（爆豪勝己[68]）

2025年
- 鬼滅之刃劇場版 無限城篇 第一章 猗窩座再襲（不死川玄彌[69]）
- 遠井同學（沼丘きりや[70]）

### 網路動畫
2015年
- 小桃小栗 Love Love物語（桃月心也）

2016年
- 暗殺教室Q（赤羽業）

2017年
- 夢王國與沉睡中的100位王子殿下 短篇動畫（尼洛）

2023年
- 關於我轉生變成史萊姆這檔事 柯里烏斯之夢（パウロ[71]）

2024年
- 與聲優夜遊 ANIMATION[72]

2025年
- 迪士尼 扭曲仙境 動畫版（Floyd Leech[73]）

### 遊戲
- SDGUNDAM G GENERATION SPIRIT（連邦軍兵士）
- 電撃學園RPG Cross of Venus（一方通行）
- 戰國BASARA4（柴田勝家）
- 龍與虎攜帶版（富家幸太）
- 牧場物語 安穩之樹（男主人公）
- もえスタ 〜萌える東大英語塾〜（鶴久）
- PSO2（クロト、テオドール）
- [DS]守护甜心系列（武藏）
  - 守护甜心！ 亚梦的虹色形象改造
  - 守护甜心！ 甜心旋律
- [PS2]Real Rode（罗迪奥）
  - [PSP]Real Rode 携带版
- [PS2]Little Anchor（乔舒亚·莱恩伯格）
- [PSP]（宫之杜雅）
- [PS2]夏空的独白（绵森枫）
- [PS2]死亡连接（莱昂纳德）
- [PS3]尼爾 人工生命（尼爾〈少年時期〉）
  - [PS4/PS5] 尼爾：人工生命 ver.1.22474487139...
- [Xbox]秋之回憶：打勾勾的記憶（芹澤直樹）
- [PSP]十三支演義 〜偃月三國傳〜（張飛）
- [PSP]アルカナ・ファミリア ～幽霊船の魔術師～（アッシュ）
- [PSP]青之驱魔师《幻刻迷宫》（奥村燐）
- [PSP]十鬼の絆~関ヶ原奇譚（千鬼丸）
- [PC]BLACK WOLVES SAGA -Bloody Nightmare-（パール）
- [PSP]BLACK WOLVES SAGA -Last Hope-（パール）
- [PSP]恋は校則に縛られない！（羽々崎暁）
- [PSP]12时の鐘とシンデレラ～Halloween Wedding～（ロイ）
- [PSP]明治東京戀伽（泉鏡花）
- [PSP]魔法禁書目錄（一方通行）
- [PSP]宵夜森林的公主（烏爾里希）
- [PC] Closers（클로저스）クローザーズ（納塔）
- [PC]新瑪奇英雄傳 （赫基）
- [APP]夢王國與沉睡中的100位王子殿下（路希安、尼洛）
- [PC]刀劍亂舞（膝丸）
- [PC]DYNAMIC CHORD（珠洲乃千哉）
- [PC]龍之谷（克拉汗）
- [N3DS]精靈寶可夢 終極紅寶石·始源藍寶石（男主人公祐樹）
- [PSV]ニル･アドミラリの天秤 帝都幻惑綺譚（鴻上滉）
- 文豪與鍊金術師（谷崎潤一郎）
- [PSP]明治東京戀伽Twilight Kiss（泉鏡花）
- [PSV]明治東京戀伽Full Moon（泉鏡花）
- 夢間集（流光銀刀）
- 美男革命◇愛麗絲與戀之魔法 (蘭斯洛特·金斯雷)
- 我的英雄学院系列（爆豪勝己）
- 魔法禁書目錄（手游）（一方通行）
- Fate/Grand Order（燕青）
- 食之契約（龍舌蘭）
- 永恆冒險（亞辛）

2019年
- 魔法禁書目錄 幻想收束（一方通行）
- JUMP FORCE（爆豪勝己）
- 非人學園（紅孩兒）
- Crash Fever（貝利亞、一方通行）
- 魔法使いの約束　(シノ)
- 第五人格（佣兵）

2020年
- 人中之龍7 光與闇的去向（趙天佑）
- Twisted-Wonderland（Floyd）
- エリオスライジングヒーローズ (グレイ・リヴァース)
- 虔诚之花的晚钟  (楊)
- 棕色塵埃 BrownDust (納羅達斯)
- 陰陽師 Onmyoji (大嶽丸、麓銘大嶽丸)

2022年
- 魔法科高中的劣等生 Reloaded Memory（一方通行）
- 幻塔（烏丸）

2023年
- Fate/Samurai Remnant（地右衛門）
- 聖火降魔錄 Engage（史塔盧克）
- 聖火降魔錄 英雄雲集（史塔盧克）

2024年
- 人中之龍8（趙天佑）
- 女神異聞錄：夜幕魅影（北里基良）

### 廣播劇CD
- 世界一初恋 シリーズ（木佐翔太）
- 世界一初恋 〜小野寺律の場合+吉野千秋の場合〜
- 世界一初恋2 〜吉野千秋の場合+小野寺律の場合〜
- マイカレ（フレデリック・J・ライオネル）
- 神的記事本（少校）
- 鄰座的怪同學 （佐佐原宗平）
- KISS×KISS collections vol 17「わかぞーキス」（草野守）
- 月刊幕末図鑑 壹 白盤（桂小五郎）
- 彼氏以外3～後輩との過ち～（金森燕）
- オトナ限定 お咎めCD PenaltyI（河原和己）
- 週刊添い寝CD Vol.8（涼）
- 羊でおやすみシリーズ Vol.23 明日のためにいい夢を（夢前案内人：寺島拓篤／岡本信彦）
- 理系男子（水ノ素爆，Hydrogen）
- 恋は校則に縛られない! （页面存档备份，存于）
  - 恋は校則に縛られない! オープニングテーマ「Brand New World」（Uni-On〈羽々崎暁/キョウ〉）
  - 恋は校則に縛られない! キャラクターソングコレクション Vol.03 羽々崎 暁/キョウ（羽々崎暁/キョウ）
- アニメイトで聞きました! 理想彼氏 第3弾 甘えっこタイプ（アイドル）
- 超接近型 ささやき密着CD４～占い師・沢種九十九の人生相談室～
- マイカレ（フレデリック・J・ライオネル）
- ベストプレイス～はじめての体温～ （橘りょう）
- 2／2彼氏-天使と悪魔- ～彼女のハートは俺のもの!～
- ハートサプリメントシリーズ スキマタイム～Monday～
- 官能昔話8～お姫様物語～ 06 シンデレラ
- 箱詰めＣＤ２～吸血鬼と一緒に箱詰め
- 〆切CD2 今夜も眠らせない（稿坂新）
- 彼氏未満～あの頃には戻れない～（金森燕）
- 強襲（ASSAULT）LOVER
- セン恋。 After Story めぐりあいて 恋紫 国語の先生編（真木透）
- 吸血ダーリン case6 国際結婚・王子編（アゼル・アスラーン/Azer Aslan）
- 異世界魔法は遅れてる!「水明誘拐」（八鍵水明）
- 赤髮白雪姬 たとえば～シリーズ （页面存档备份，存于） （歐比)

### 特攝配音
- 《機界戰隊全開者VS煌輝者VS前輩者》（2022年、波特迪烏斯）
- 《假面騎士GOTCHARD》（2024年、彩虹龍）

### 其他
- 摯友達菲（Tippy Blue）
- 好醫生 (麥尚仁)

## 外部連結
- 岡本的風景 （页面存档备份，存于）（岡本信彥網誌）
- Pro・Fit公式profile （页面存档备份，存于）